# Betcha Bottom Dollar
Betcha Bottom Dollar è l'album di debutto del trio di musica a cappella The Puppini Sisters, pubblicato nel 2006 dall'etichetta discografica Verve.
Il disco contiene cover di brani noti, tra cui Heart of Glass dei Blondie e Wuthering Heights di Kate Bush.

## Tracce
CD (Verve 1706227 (UMG)
1. Sisters – 3:04 (Irving Berlin)
2. Boogie Woogie Bungle Boy – 2:27 (Don Raye, Hughie Prince)
3. Mr. Sandman – 2:35 (Pat Ballard)
4. Java Jive – 3:34 (Milton Drake, Ben Oakland)
5. Bei mir bist du schön – 2:17 (Jacob Jacobs, Sholom Secunda)
6. Wuthering Heights – 3:35 (Kate Bush)
7. Jeepers Creepers – 2:32 (Harry Warren, Johnny Mercer)
8. I Will Survive – 4:00 (Freddie Perren, Dino Fekaris)
9. Tu vo fa l'Americano (Recitative) – 0:43 (Renato Carosone, Nicola Salerno)
10. Tu vo fa l'Americano – 1:51 (Renato Carosone, Nicola Salerno)
11. Heart of Glass – 2:53 (Deborah Harry, Chris Stein)
12. Sway – 3:07 (Pablo Beltrán Ruiz, Norman Gimbel)
13. Panic – 2:15 (Johnny Marr, Morrissey)
14. Heebie Jeebies – 2:15 (Boyd Atkins)

Durata totale: 37:08

## Classifiche
| Classifica (2006) | Posizione raggiunta |
| ----------------- | ------------------- |
| Regno Unito       | 17                  |
| Francia           | 56                  |
| Belgio (Fiandre)  | 79                  |